# Communauté de communes du Barséquanais
Die Communauté de communes du Barséquanais war ein französischer Gemeindeverband mit der Rechtsform einer  Communauté de communes im Département Aube in der Region Grand Est. Sie wurde am 26. November 2009 gegründet und umfasste 30 Gemeinden. Der Verwaltungssitz befand sich im Ort Bar-sur-Seine.

## Historische Entwicklung
Am 1. Januar 2017 wurde der Gemeindeverband mit den Communautés de communes Région des Riceys und de l’Arce et de l’Ource zur neuen Communauté de communes du Barséquanais en Champagne zusammengeschlossen.

## Ehemalige Mitgliedsgemeinden
1. Bar-sur-Seine
2. Bourguignons
3. Briel-sur-Barse
4. Buxeuil
5. Celles-sur-Ource
6. Chappes
7. Chauffour-lès-Bailly
8. Courtenot
9. Courteron
10. Fouchères
11. Fralignes
12. Gyé-sur-Seine
13. Jully-sur-Sarce
14. Magnant
15. Marolles-lès-Bailly
16. Merrey-sur-Arce
17. Mussy-sur-Seine
18. Neuville-sur-Seine
19. Plaines-Saint-Lange
20. Poligny
21. Polisot
22. Polisy
23. Rumilly-lès-Vaudes
24. Saint-Parres-lès-Vaudes
25. Thieffrain
26. Vaudes
27. Villemorien
28. Villemoyenne
29. Villy-en-Trodes
30. Virey-sous-Bar